# Microcharis cufodontii
Microcharis cufodontii là một loài thực vật có hoa trong họ Đậu. Loài này được (Chiov.) Schrire mô tả khoa học đầu tiên.